# 多重指数
数学において多重指数記法（たじゅうしすうきほう、英: multi-index notation; 多重添字記法）は、添字記法を順序組を用いて多重化（多変数に一般化）する表記法であり、多変数微分積分学、偏微分方程式論、シュヴァルツ超関数論などの分野において、主に整数冪の冪指数などの添字を多重化した多重指数、多重添字を用いて様々な式の表記を簡潔にする。

## 主な定義
非負整数からなる n-次元（あるいは n-変数）の多重指数あるいは多重添字αとは非負整数全体の成す集合 N0 の n-重デカルト積 N0n の元を言う。すなわち、α1, α2, ..., αn∈N0 とすると
{\displaystyle \alpha =(\alpha _{1},\alpha _{2},\ldots ,\alpha _{n})}
である。場合によっては整数からなる多重指数や実数からなる多重指数も必要に応じて用いられる。
多重指数を利用して数ベクトルや勾配作用素の多重指数による冪を次のように定義する。
多重冪指数 
{\displaystyle x^{\alpha }:=x_{1}^{\alpha _{1}}x_{2}^{\alpha _{2}}\dotsb x_{n}^{\alpha _{n}}.} ただし{\displaystyle x=(x_{1},x_{2},\ldots ,x_{n})\in \mathbb {R} ^{n}.}
高階偏微分の階数
{\displaystyle \partial ^{\alpha }:=\partial _{1}^{\alpha _{1}}\partial _{2}^{\alpha _{2}}\dotsb \partial _{n}^{\alpha _{n}}\quad (\partial _{i}^{\alpha _{i}}=\partial ^{\alpha _{i}}/\partial x_{i}^{\alpha _{i}}).} ただし、{\displaystyle \partial =(\partial _{1},\partial _{2},\ldots ,\partial _{n})=}∇.

### 多重指数の演算
以下、α, β は適当な数のクラスに成分を持つ多重指数とし、（通常の意味で書かれた右辺の式が定義される限りにおいて）右辺によって左辺を定義する。
半順序
{\displaystyle \alpha \leq \beta :\iff \alpha _{i}\leq \beta _{i}\quad \forall \,i\in \{1,\ldots ,n\}}
成分ごとの加法（と減法）
{\displaystyle \alpha \pm \beta :=(\alpha _{1}\pm \beta _{1},\,\alpha _{2}\pm \beta _{2},\ldots ,\,\alpha _{n}\pm \beta _{n})}
ただし、減法は{\displaystyle \beta \leq \alpha }の時に限り定義される。
長さ、大きさ、絶対値、全次数
{\displaystyle |\alpha |:=\alpha _{1}+\alpha _{2}+\cdots +\alpha _{n}}
階乗
{\displaystyle \alpha !:=\alpha _{1}!\cdot \alpha _{2}!\cdots \alpha _{n}!}
またこれらを複合する形で
二項係数
{\displaystyle {\binom {\alpha }{\beta }}={\frac {\alpha !}{\beta !(\alpha -\beta )!}}:={\binom {\alpha _{1}}{\beta _{1}}}{\binom {\alpha _{2}}{\beta _{2}}}\cdots {\binom {\alpha _{n}}{\beta _{n}}}}
多項係数
{\displaystyle {\binom {|\alpha |}{\alpha }}={\frac {|\alpha |!}{\alpha !}}:={\frac {(\alpha _{1}+\alpha _{2}+\cdots +\alpha _{n})!}{\alpha _{1}!\alpha _{2}!\cdots \alpha _{n}!}}}
なども定義できる。

## 応用例
多重指数記法を用いれば、初等解析学における多くの公式をほとんどそのままの形で、対応する多変数の式にすることができる。以下はそのいくつかの例である。すべて{\displaystyle x,y,h\in \mathbb {X} ^{n}}, {\displaystyle \alpha ,\nu \in \mathbb {N} _{0}^{n}},{\displaystyle f,a_{\alpha }\colon \mathbb {X} ^{n}\to \mathbb {X} } ({\displaystyle \mathbb {X} =\mathbb {C} ,\mathbb {R} }).とする。
多項定理
{\displaystyle {\biggl (}\sum _{i=1}^{n}x_{i}{\biggr )}^{k}=\sum _{|\alpha |=k}{\binom {k}{\alpha }}\,x^{\alpha }}
多重二項定理
{\displaystyle (x+y)^{\alpha }=\sum _{\nu \leq \alpha }{\binom {\alpha }{\nu }}\,x^{\nu }y^{\alpha -\nu }.}
注意: {\displaystyle x+y}はベクトルで{\displaystyle \alpha } は多重指数だから、左辺は {\displaystyle (x_{1}+y_{1})^{\alpha _{1}}\cdots (x_{n}+y_{n})^{\alpha _{n}}}の略記法である。
ライプニッツ則
f と gは滑らかな関数とする。
{\displaystyle \partial ^{\alpha }(fg)=\sum _{\nu \leq \alpha }{\binom {\alpha }{\nu }}\,\partial ^{\nu }f\,\partial ^{\alpha -\nu }g.}
テイラー級数
n引数の解析関数fは次のように展開される。
{\displaystyle f(x+h)=\sum _{\alpha \in \mathbb {N} _{0}^{n}}^{}{{\frac {\partial ^{\alpha }f(x)}{\alpha !}}h^{\alpha }}.}
実際、fがk+1階微分可能な関数ならば、テイラー展開
{\displaystyle f(x+h)=\sum _{|\alpha |\leq k}{{\frac {\partial ^{\alpha }f(x)}{\alpha !}}h^{\alpha }}+R_{k}(x,h),}
を得る。ただし最終項(剰余項)はテイラーの定理における剰余項の表示形式によって異なる。例えば積分表示による剰余項であれば、
{\displaystyle R_{k}(x,h)=(k+1)\sum _{|\alpha |=k+1}{\frac {h^{\alpha }}{\alpha !}}\int _{0}^{1}(1-t)^{k}\partial ^{\alpha }f(x+th)\,dt.}
一般化偏微分作用素
n項の形式的N階偏微分作用素は次のように定義される。
{\displaystyle P(\partial )=\sum _{|\alpha |\leq N}{}{a_{\alpha }(x)\partial ^{\alpha }}.}
部分積分
有界な領域 {\displaystyle \Omega \subset \mathbb {R} ^{n}} 上にコンパクトな台を持つ滑らかな関数u,vは、
{\displaystyle \int _{\Omega }{}{u(\partial ^{\alpha }v)}\,dx=(-1)^{|\alpha |}\int _{\Omega }^{}{(\partial ^{\alpha }u)v\,dx}.}
この形式は超関数と弱微分の定義において用いられる。